# Pisgah, Alabama
Pisgah är en ort i Jackson County, Alabama, USA.